# Сліпченко Павло Степанович
Павло́ Степа́нович Слі́пченко (12 липня 1904, хутір поблизу Синівки, сучасний Липоводолинський район — ? після 1983) — гідротехнік; кандидат технічних наук (1947), доктор технічних наук (1958), член-кореспондент Академії будівництва та архітектури УРСР (1958—1960), дійсний член Академії будівництва та архітектури УРСР (1960) заслужений діяч науки і техніки УРСР (29.07.1964). Премія Ради Міністрів СРСР (1981).

## Життєпис
У 1929 році закінчив Харківський сільськогосподарський інститут.
Член ВКП(б) з 1930 року.
Працював на будівництві багатьох гідротехнічних споруд, зокрема в Українській РСР.
У 1949–1956 роках — завідувач відділу і заступник директора Українського науково-дослідного інституту гідротехніки і меліорації в Києві.
У 1956–1957 роках — завідувач кафедри Київського гідромеліоративного інституту.
У 1957–1959 роках — в.о. директора, в 1959–1961 роках —  директор Науково-дослідного інституту організації, механізації і економіки будівництва Академії будівництва і архітектури УРСР, з 1960 її дійсний член і член президії, у 1962—1963 роках — її віцепрезидент. Праці в галузі конструювання, механізації та організації будівництва гідротехнічних споруд.